# Chronica dos Reis de Bisnaga
La Chronica dos Reis de Bisnaga o, en castellano, Crónica de los Reyes de Bisnaga, es una compilación originaria del siglo XVI de la correspondencia y cuadernos de viaje de dos escribas portugueses de la época, Domingo Paes y Fernão Nunes, en la que se describe pormenorizadamente la Historia y la vida contemporánea del Imperio Vijayanagara, el principal socio comercial del Imperio portugués en el sur de Asia.
No se sabe con certeza quién se tomó la molestia de reunir las crónicas de ambos viajeros y reescribirlas a mano, pero su trabajo es el único, en comparación con los originales, que ha sobrevivido al paso del tiempo. La Chronica se consideró perdida durante siglos, hasta que a finales del siglo XIX el historiador portugués David Lopes encontró una copia en los archivos de la Biblioteca Nacional de Francia.

## Estructura
La Chronica consta de 123 páginas, agrupadas en dos partes. La primera parte llega hasta la página ochenta y consiste en la crónica de Fernão Nunes, datada por los historiadores hacia el año 1535. Se trata de un ensayo histórico en el que se nos cuenta la historia de Bisnaga y sus luchas con sus vecinos musulmanes del Norte, con especial atención al reinado de Krishna Deva Raya, además de detallarnos algunas costumbres y leyes de su sociedad. Tras un párrafo introductorio escrito por una fuente portuguesa no identificada, da comienzo la segunda parte, la crónica de Domingo Paes. Esta crónica está datada algo antes que la primera, hacia 1525, y también nos habla de la historia de Vijayanagara, pero da mucho más peso a otros aspectos del Imperio, como su dimensión comercial, su arquitectura, su religión y costumbres, la burocracia y, en definitiva, el día a día de la ciudad y su Imperio.
Como curiosidad, cabe indicar que las genealogías reales que ambos cronistas dan, difieren en bastantes aspectos, tanto entre sí como en la genealogía oficial basada en los estudios modernos.

## Autoría
Se desconoce quién fue el compilador original de ambas crónicas, pero se cree que pudo ser algún importante cargo portugués destacado en Goa al mismo tiempo que ambos cronistas o pocos años después.

## Versiones modernas

### David Lopes

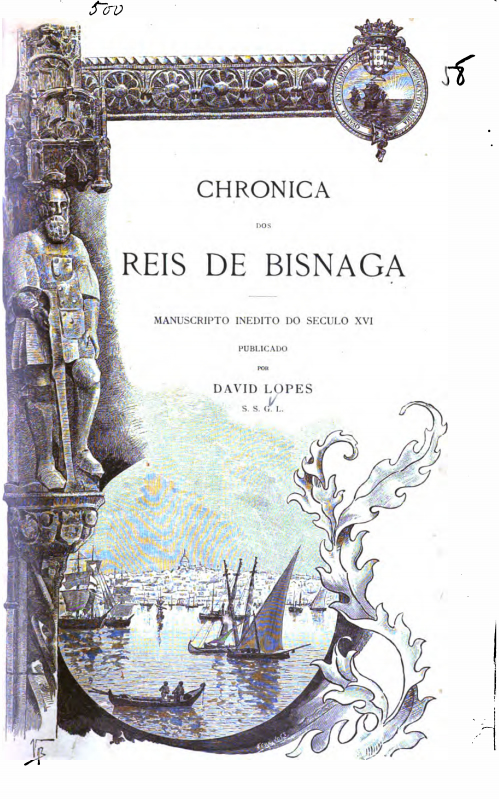
Portada de la Chronica de David Lopes.

La Chronica fue redescubierta a finales del siglo XIX por el historiador y arabista portugués David Lopes. Lopes encontró en la Biblioteca Nacional de Francia una copia de la obra. La publicó en 1897 como parte de un ensayo general sobre la Historia de la India desde los primeros registros conocidos en la época hasta la caída del Imperio Vijayanagara.
La edición original, impresa en la Imprensa Nacional de Lisboa, consta de 224 páginas, si bien el único ejemplar digitalizado y disponible en el dominio público - el de la Biblioteca del Congreso de Estados Unidos - cuenta con 223, pero carece de los últimos párrafos.

### Robert Sewell
Apenas tres años después de la publicación del trabajo de Lopes, el inglés Robert Sewell publicó A Forgotten Empire: Vijayanagar. A contribution to the History of India, el trabajo más destacado hasta aquel entonces sobre dicho Imperio. La obra de Sewell es un relato historiográfico sobre el nacimiento, desarrollo y caída del Imperio y su razón de ser, la defensa de la identidad de los hindúes frente a los invasores musulmanes. En la última parte incluye las crónicas originales de Nunes y Paes según su propia traducción del portugués.